# Не в фокусе
«Не в фокусе» — дебютный студийный альбом хип-хоп-исполнителя Дельфина, выпущенный на аудиокассетах 15 июня 1997 года на лейбле «Элиас Records».
Альбом состоит из 10 треков и был записан в период с 1996 по 1997 год на московской студии «2С», принадлежащей фирме «Элиас». Тексты для альбома написал Андрей «Дельфин» Лысиков, а в создании музыки ему помог звукорежиссёр Виктор «Мутант» Шевцов, а также музыканты групп «Мальчишник» и «Дубовый Гай». В поддержку альбома был снят видеоклип на песню «Дилер». Презентация альбома состоялась в московском клубе «Акватория» 27 июня 1997 года.
По итогам 1997 года, составленным журналом «ОМ», альбом «Не в фокусе» был назван альбомом года, песня «Я люблю людей» получила титул песни года, а сам Дельфин был признан лучшим исполнителем года, а кроме того и открытием года.
Альбом был переиздан на аудиокассетах и компакт-дисках на том же лейбле в 1999 и 2000 году, а также на лейбле «Крем Рекордс» в 2002 году и на лейбле CD Land в 2004 году.

## Об альбоме
В 1996 году альбом «Не в фокусе» планировался как новый альбом группы «Мальчишник» и имел другую направленность. Но во время его записи участники коллектива пришли к выводу, что проект себя изжил. Дельфин записал пару песен для нового альбома «Мальчишника», в то время как его коллеги по группе редко появлялись на студии: Мутабор учился в институте на юриста, а у Дэна появилась новая любовь, которая отнимала все его силы и мысли. Поэтому записывать новую пластинку Дельфину пришлось одному: 
Мы уже задумали сделать очередной альбом. Но у всех были свои дела, всем было некогда. Павлик учился в институте на юриста, у Дэна появилась новая любовь, которая отнимала все его силы и мысли. И так получилось, что время на студии я проводил в основном один и сам записывал все новые композиции. И однажды подумал: «А может, так и надо?!».
По словам другого участника трио, Мутабора, альбом «Не в фокусе» на 90% состоит из музыки, которую он сделал для следующего альбома группы «Мальчишник», но в итоге решил её оставить Дельфину, поскольку вместе с Дэном занялся электронным проектом «Барбитура».
Альбом «Не в фокусе» был записан за три месяца с помощью синтезатора Kurzweil K2000 и компьютерного секвенсора Cubase. Сначала придумывались слова песни, а на следующий день — музыка, или наоборот. Первой композицией, записанной для альбома, стал «Дилер». Этой песней Дельфин хотел «открыть всем глаза и сказать, что хорошо только тем, кто продаёт наркотики, да и то не всегда». При записи песни «Если просто» для искажения звука использовался гармонайзер. В композиции «Собачий бой» не были использованы семплы, музыка была сыграна вживую, за исключением барабанной партии. Текст песни был написан Дельфином под впечатлением от представления, если бы его собака участвовала в подобных боях. «Война» — о войне внутри себя, с самим собой. «Дельфин» — это кавер-версия на песню «Sometimes I feel…», которую поёт девушка. Не найдя семпл с подобной мелодией, Дельфин пригласил знакомую девушку Екатерину исполнить её. Песня «Один на один» предназначена другу исполнителя, Андрею Литвинову, у которого на тот момент были проблемы с наркотиками. Была написана под впечатлением от смерти Олега Башкатова, известного под псевдонимом «Олень» в составе «Мальчишника». Песня «Я люблю людей» адресована людям, которые «пытаются высказать своё „спасибо“ за то, что ты делаешь, делая это в очень странной форме». «Вера» посвящена подруге Дельфина, с которой он встречался в то время. Песня «Собачий бой» была написана по мотивам истории, которую Дельфину рассказал один из фанатов на гастролях в Сибири. У мужчины жило четыре бультерьера, которые однажды подрались и насмерть изгрызли друг друга.
По словам Дельфина, альбом получил такое название, потому что «люди, употребляющие наркотики, постоянно находятся не в фокусе по отношению к окружающему их миру». Изначально выпускающая компания «Элиас Records» выпустила альбом с цензурной версией песни «Я люблю людей» только на аудиокассетах, поскольку не верила в успех альбома. После удачных продаж альбома за первые месяцы релиз был выпущен на компакт-дисках с пометкой на обложке диска о ненормативной лексике в песне. Компания также не хотела издавать альбом без указания названия группы «Мальчишник», поэтому на обложку было добавлено её название со штампом «closed», сообщающее о закрытии группы..
Дельфин начал гастролировать ещё до выхода альбома. В марте 1997 года он посетил Ригу (Латвия) с сольной программой, где исполнил песни «Дилер», «Собачий бой», «Один на один» и «Я люблю людей». Песня «Дилер» хорошо воспринималась в зале, поэтому было решено снять на неё видеоклип о буднях наркоторговца. Это был дебют для режиссёра Антона Борматова. Трек стал основным хитом альбома и первым попал в эфиры радиостанций. «Война» стал вторым и последним треком с альбома, который в то время взяли в эфир московские радиостанции. 25 июля 1997 года во время выступления Дельфина на третьем международном байк-шоу недовольные исполнителем байкеры закидали его пивными банками. В ответ артист публично спустил штаны. Лидер «Ночных волков», Александр «Хирург», оценив смелость исполнителя, поблагодарил его после концерта и извинился за публику. 26 октября 1997 года на праздновании двухлетия журнала «ОМ» в клубе «Утопия» Дельфин спел нецензурную песню «Я люблю людей» в прямом эфире передачи «Партийная зона» на «ТВ-6», транслирующейся на всю страну. Шокированные сотрудники телеканала выключили его, когда уже было поздно.
Радиопрезентация альбома состоялась в июне 1997 года в хип-хоп-передаче Freestyle на радиостанции «Станция» (106.8 FM), ведущими которой были участники брейк-данс-команды Da Boogie Crew.

## Критика
В сентябре 1997 года обозреватель музыкальной газеты «Живой звук», Юрий Яроцкий, в своей рецензии к альбому «Не в фокусе» отметил высокий уровень звукового сопровождения, а также более взрослые и серьёзные тексты в отличие от предыдущих опусов «Мальчишника»:
Наркотики, одиночество, любовь — Дельфин рассказывает об этом так, как не делает никто другой.

### Ретроспектива
В 2001 году редактор журнала «Афиша», Юрий Сапрыкин, делая обзор на альбом Дельфина «Ткани», отметил первую сольную работу Дельфина, назвав её «сенсацией, громом среди ясного неба».
В 2003 году альбому «Не в фокусе» был посвящён один из выпусков программы о легендарных альбомах русского рока «Летопись» на «НАШЕм радио». В 2006 году этот материал лёг в основу книги «Наша музыка. История русского рока, рассказанная им самим», написанной сценаристом программы Антоном Черниным.
В 2007 году главный редактор портала Rap.ru, Андрей Никитин, поместил дебютный альбом исполнителя в список главных альбомов русского рэпа, назвав Дельфина «одним из сильнейших поэтов в хип-хопе».
В 2014 году рецензент интернет-издания InterMedia, Алексей Мажаев, делая обзор на альбом Дельфина «Андрей», написал, что после «Мальчишника» «Дельфин» ушёл в альтернативный рэп, став культовым исполнителем текстов про наркотики и самоубийства.
В 2015 году российский портал The Flow в рамках проекта «Beats&Vibes: 50 главных событий в русском рэпе» посвятил статью группе «Мальчишник», в которой назвал уход Дельфина из «Мальчишника» очень удачным, после которого он стал одним из самобытнейших и востребованных инди-артистов, создав собственный звук и вокабуляр, которые трудно спутать с чьими-то ещё.

### Рейтинги
В январе 1998 года «ОМ» поместил Дельфина на обложку журнала с подписью «Открытие года». Подводя итоги года, редакция журнала признала Дельфина победителем в номинации «Исполнитель года», его работу «Не в фокусе» — победителем в номинации «Альбом года», а песню «Я люблю людей» — победителем в номинации «Песня года»:
Первый великий альбом русского хип-хопа, агрессивного и лирического одновременно. Абсолютно цельная и актуальная работа, в которой все компоненты находятся в идеальном соответствии друг другу. Мастерски сделана на основе семплов чужих записей, как и полагается настоящему хип-хопу.
В январе 1998 года музыкальная газета «Живой звук» поместила альбом «Не в фокусе» в список «20 лучших отечественных и зарубежных альбомов года»:
Самые интересные тексты песен в этом году, по нашему мнению, принадлежат перу Дельфина, хотя маленьким детям их лучше не слушать.
В январе 1998 года песня «Война» вошла в список ротации 50 лучших русских песен в эфире радио «Maximum» в 1997 году.
В январе 1998 года видеоклип на песню «Дилер» был номинирован на «Видео года» на церемонии вручения премий «Funny House Dance Awards '97» за достижения в танцевальной культуре, учреждённой радио «Максимум» и «Райс-ЛИС'С». Церемония прошла в СК «Олимпийский» 24 января 1998 года и транслировалась по телеканалу Муз-ТВ.
В июне 1999 года альбом «Не в фокусе» вошёл в список «50 лучших русских альбомов», составленный редакцией журнала «ОМ», а комментарии по каждому альбому написали критики Андрей Бухарин и Александр Кушнир.
В 2010 году редакторы журнала «Афиша», Александр Горбачёв и Григорий Пророков, по итогам опроса молодых российских музыкантов поместили альбом «Не в фокусе» в список «50 лучших русских альбомов всех времён».
В 2020 году видеоклип на песню «Дилер» вошёл в список «25 главных хип-хоп-клипов на русском языке» журнала «Афиша».
В 2022 году сайт «Афиша Daily» поместил альбом в список «100 лучших альбомов за последние 30 лет».

## Список композиций
| №   | Название          | Длительность |
| --- | ----------------- | ------------ |
| 1.  | «Дилер»           | 3:49         |
| 2.  | «Если просто»     | 4:24         |
| 3.  | «Собачий бой»     | 4:14         |
| 4.  | «Война»           | 3:35         |
| 5.  | «Дельфин»         | 3:51         |
| 6.  | «Один на один»    | 3:13         |
| 7.  | «Ботинки»         | 2:48         |
| 8.  | «Я люблю людей»   | 3:38         |
| 9.  | «Вера»            | 3:40         |
| 10. | «Последнее слово» | 1:45         |

Бонус-трек переиздания 2002 года
| №   | Название     | Длительность |
| --- | ------------ | ------------ |
| 11. | «Она (live)» | 3:53         |

Чарты и ротации
По данным интернет-проекта Moskva.FM, семь песен из альбома — «Война», «Я люблю людей», «Дилер», «Дельфин», «Вера», «Один на один» и «Собачий бой» — были в ротации нескольких российских радиостанций с 2008 по 2015 год. При этом песня «Война» является самым популярным треком из всех на радио, который за семь лет с 2008 по 2015 год прослушали 110 тысяч раз.
С 25 сентября 1998 года видеоклип на песню «Дилер» находился в ротации телеканала «MTV Россия», в дальнейшем попав в чарты «Русская десятка» и «20 самых-самых».
Семплы
Информация о семплах была взята из эфира программы «Летопись» на «НАШЕм радио» в 2003 году.

| «Дилер» - Morphine — «A Head With Wings» (1993) - The Winstons — «Amen, Brother» (1969) «Собачий бой» - The Charlatans — «Weirdo» (1992) - Isaac Hayes — «Theme From Shaft» (1971) «Война» - Eels — «Your Lucky Day in Hell» (1996) «Один на один» - Ciccone Youth — «MacBeth» (1989) - James Brown — «It’s a Man’s Man’s Man’s World» (1966) - Дмитрий Шостакович — «Струнный квартет № 8, II» (1960) | «Ботинки» - Des’ree — «I’m Kissing You» (1997) - Incredible Bongo Band — «Apache» (1973) «Я люблю людей» - Black Machine — «Jazz Machine» (1992) - Herbie Hancock — «Rockit» (1983) «Последнее слово» - Hooverphonic — «Plus Profond» (1996) |

## Участники записи
- Андрей «Дельфин» Лысиков — вокал, тексты песен, музыкальные коллажи[33]
- Павел «Мутабор» Галкин («Мальчишник») — музыкальные коллажи
- Андрей «Дэн» Котов («Мальчишник») — скретчи
- Виктор «Мутант» Шевцов — семплирование, звукоинженер: запись, сведение и мастеринг альбома на студии «2С»[34]
- Михаил Воинов («Дубовый Гай») — гитара в песне «Вера»
- Иван Черников («Дубовый Гай») — бас-гитара в песнях «Собачий бой» и «Она (Live)», драм-машина, звук
- Руслан Ахмеров — бас-гитара, Gemini CS-02
- Екатерина — вокал в песне «Дельфин»
- Алексей Виноградов — директор артиста, бывший директор группы «Мальчишник» (1995—1996)
- Лика Гулливер — фотографии для альбома на аудиокассетах
- Василий Кудрявцев — фотографии для альбома на компакт-дисках